# Jonas Föhrenbach
Jonas Föhrenbach (* 26. Januar 1996 in Freiburg im Breisgau) ist ein deutscher Fußballspieler, der beim 1. FC Heidenheim unter Vertrag steht.

## Karriere

### Verein
Föhrenbach wechselte im Jahr 2009 vom PSV Freiburg in die Fußballschule des SC Freiburg und kam zunächst für die C-Jugend zum Einsatz.
Seit der Saison 2014/15 stand Föhrenbach im Regionalligakader der zweiten Freiburger Mannschaft. Im Juni 2015 erhielt er einen Profivertrag bei der ersten Mannschaft des SC Freiburg. Am 4. Spieltag der Saison 2015/16 gab Föhrenbach beim 2:1-Sieg gegen Fortuna Düsseldorf sein Debüt in der 2. Bundesliga. Seinen ersten Einsatz in der 1. Bundesliga hatte er nach dem Aufstieg der Freiburger am 5. November 2016, dem 10. Spieltag der Saison 2016/17, als er bei der 0:3-Heimniederlage gegen den VfL Wolfsburg in der 89. Spielminute für Nicolas Höfler eingewechselt wurde.
Zur Saison 2017/18 wurde Föhrenbach in die 3. Liga zum Karlsruher SC ausgeliehen. Sein erstes Pflichtspiel für Karlsruhe absolvierte er am 21. Juli 2017, dem 1. Spieltag der Saison 2017/18, beim 2:2 gegen den VfL Osnabrück. Dort erzielte er beim 1:1 gegen Preußen Münster am 21. Oktober 2017, dem 13. Spieltag, per Kopf sein erstes Tor für den KSC. Als Stammlinksverteidiger mit drei Toren und drei Vorlagen in 36 Ligaspielen hatte Föhrenbach maßgeblich Anteil daran, dass der KSC am Ende der Saison die Aufstiegsrelegation erreichte, in der man jedoch am FC Erzgebirge Aue scheiterte.
Zur Saison 2018/19 wurde er in die zweite Bundesliga zum SSV Jahn Regensburg verliehen, für den er 26 Einsätze absolvierte.
Nach Ablauf des Leihvertrages wird Föhrenbach nicht nach Freiburg zurückkehren, da ihn der 1. FC Heidenheim fest verpflichtete und mit einem bis Juni 2023 gültigen Vertrag ausstattete.

### Nationalmannschaft
Von November 2013 bis Mai 2014 lief Föhrenbach in sechs Freundschaftsspielen für die deutsche U18-Nationalmannschaft auf. Mit der U19-Nationalmannschaft nahm Föhrenbach an der EM 2015 in Griechenland teil und scheiterte mit ihr dort als Gruppenletzter. Insgesamt absolvierte er für die U19 elf Spiele.

## Erfolge
SC Freiburg
- DFB-Junioren-Vereinspokalsieger: 2014
- Aufstieg in die 1. Bundesliga: 2016

1. FC Heidenheim
- Meister der 2. Bundesliga 2023

## Auszeichnungen
- Fritz-Walter-Medaille in Bronze: 2014 (U18)